# Ajaigarh (stato)
Lo Stato di Ajaigarh fu uno stato principesco del subcontinente indiano, avente per capitale la città di Ajaigarh.

## Storia
Ajaigarh era la capitale dello stato col medesimo nome che entrò a far parte del British Raj con la colonizzazione inglese dell'India anche se il medesimo stato venne fondato già nel 1765 da Guman Singh, un Rajput Bundela che era nipote del raja Pahar Singh dello Stato di Jaitpur. Dopo che Ajaigarh venne catturato dagli inglesi nel 1809, esso divenne uno stato membro dell'Agenzia del Bundelkhand dell'Agenzia dell'India Centrale. Esso si estendeva su un'area di 1997 km² con una popolazione che nel 1901 raggiunse i 78.236 abitanti. I governanti portavano il titolo di sawai maharaja e lo stato vantava una rendita annuale di 15.000 sterline ed un tributo di 460 sterline. La capitale era posta a Nowgong, ai piedi della fortezza militare collinare di Ajaigarh, da cui appunto lo stato traeva il proprio nome. Questa fortezza, situata in collina, aveva torri alte 244 metri e dominava non solo i villaggi sottostanti, ma l'intera area della regione; al proprio interno conteneva diversi templi adornati con sculture scolpite in pietra di pregevole fattura. Il villaggio fu spesso afflitto dalla malaria e subì due importanti carestie nel periodo 1868-1869 e nel 1896-1897.
Lo stato entrò a far parte dell'India dal 1º gennaio 1950. Lo stato divenne parte dello stato indiano di Vindhya Pradesh, e gran parte dell'ex stato tra cui il villaggio di Ajaigarh, divenne parte del distretto di Panna, mentre una porzione più piccola entrò nel Distretto di Chhatarpur. Vindhya Pradesh venne unito al Madhya Pradesh dal 1º novembre 1956.

## Governanti
Maharajadhiraja Chhatrasal  : 1649-1731
```
                  (fondatore di molti regni)
    ___________________________|______________________________
Hirdeshah                   Jagatraj                   Bhartichandra
 (Panna)                    (Jaitpur)                     (Jaso)
   ____________________________|______________________________
Vir Singh                   Kirat Singh                  Pahar Singh(1758–1765)
   ____________________________|______________________________
Khuman Singh           Guman Singh(1765–1792)              Durg Singh
(Charkari)               (Banda)(senza eredi)                 |
                               |_______________Figlio di______|
                           Bhakhat Singh         :n.1792-m.1837
                     (Fondatore di Ajaigarh)
                               |_______________________________
                               |                              |
                        Madho Singh(r.1837-1849)     Mahipat Singh(r.1849-1853)
                          (No male issue)                     |
                                                              |
                        Ranjore Singh(K.C.I.E)___________Vijay Singh(r.1853-1855)
                          (n. 1844 m. 1919)             (morto giovane)
                               |                                                                                             
                       Punyapratap Singh
                       n. 1884 - m. 1958    
                               |                                                                         
                     Devendra Vijay Singh
                       n. 1913-m. 1984
```